# Edward Aloysius Mooney
Edward Aloysius Mooney (Mount Savage, 9 maggio 1882 – Roma, 25 ottobre 1958) è stato un cardinale e arcivescovo cattolico statunitense, creato cardinale della Chiesa cattolica da papa Pio XII.

## Biografia
Nacque il 9 maggio 1882 a Mount Savage, nel Maryland (Stati Uniti d'America), in una famiglia di minatori di carbone, da Thomas Mooney e Sarah Heneghan.
Venne ordinato prete a Roma il 10 aprile 1909.
Il 31 gennaio 1926 venne consacrato vescovo a Roma, dopo essere stato nominato arcivescovo titolare di Irenopoli di Isauria. Fu quindi delegato apostolico in India e poi in Giappone.
Nel 1933 venne nominato arcivescovo di Rochester, con il titolo arcivescovile ad personam. Lasciò la diocesi di Rochester il 31 maggio 1937, allorché venne nominato arcivescovo di Detroit.
Papa Pio XII lo elevò al rango di cardinale nel concistoro del 18 febbraio 1946.
Morì all'età di 76 anni a Roma, il 25 ottobre 1958 nel giorno stesso in cui si aprì il conclave da cui, qualche giorno dopo, uscì eletto papa Giovanni XXIII.

## Genealogia episcopale e successione apostolica
La genealogia episcopale è:
- Cardinale Scipione Rebiba
- Cardinale Giulio Antonio Santori
- Cardinale Girolamo Bernerio, O.P.
- Arcivescovo Galeazzo Sanvitale
- Cardinale Ludovico Ludovisi
- Cardinale Luigi Caetani
- Cardinale Ulderico Carpegna
- Cardinale Paluzzo Paluzzi Altieri degli Albertoni
- Papa Benedetto XIII
- Papa Benedetto XIV
- Papa Clemente XIII
- Cardinale Marcantonio Colonna
- Cardinale Giacinto Sigismondo Gerdil, B.
- Cardinale Giulio Maria della Somaglia
- Cardinale Carlo Odescalchi, S.I.
- Cardinale Costantino Patrizi Naro
- Cardinale Lucido Maria Parocchi
- Papa Pio X
- Papa Benedetto XV
- Cardinale Willem Marinus van Rossum, C.SS.R.
- Cardinale Edward Aloysius Mooney

La successione apostolica è:
- Vescovo Bernard James Sullivan, S.I. (1929)
- Vescovo William Joseph Anthony Bouter, M.H.M. (1929)
- Arcivescovo Pierre-Guillaume Marque, O.M.I. (1930)
- Vescovo Walter Andrew Foery (1937)
- Vescovo Stephen Stanislaus Woznicki (1938)
- Vescovo William Francis Murphy (1938)
- Vescovo Thomas Lawrence Noa (1946)
- Vescovo Allen James Babcock (1947)
- Vescovo Alexander Mieceslaus Zaleski (1950)
- Vescovo Adolph Gregory Schmitt, C.M.M. (1951)
- Vescovo Henry Edmund Donnelly (1954)
- Vescovo John Anthony Donovan (1954)